# Дідик Тамара Софронівна
Тамара Софронівна Ді́дик (17 вересня 1935, Ланівці, Тернопільське воєводство, Польща, нині Тернопільської області — 11 березня 2023, Львів) — українська оперна співачка (лірико-драматичне сопрано), народна артистка Української РСР (1975).

## Життєпис
Народилася 17 вересня 1935 році в с. Ланівці на Тернопільщині. Після закінчення школи навчалася у Львівському музичному училищі, яке закінчила на відмінно. У 1960 році з відзнакою закінчила клас сольного співу Львівської державної консерваторії. Викладач за фахом Одарка Бандрівська.
1957—1959 роки працювала у Львівському українському драматичному театрі імені Марії Заньковецької.
1960—1993 роки — провідна солістка Львівського театру опери і балету імені Івана Франка.
У 1966 році Тамарі Софронівні присвоєно почесне звання «Заслужена артистка УРСР», у 1975 році — «Народна артистка УРСР».
Від 2004 року — доцент кафедри народних інструментів Львівської національної музичної академії імені Миколи Лисенка. 
Гастролювала у Франції, Канаді, США, Фінляндії, Польщі, Німеччині, Росії.
Померла 11 березня 2023 року у Львові. Прощання відбулося 14 березня 2023 року в фоє Львівської національної опери.

## Основні партії
Володіючи голосом приємного тембру широкого діапазону, співачка виконала понад 52 ролей. Зокрема:
- Оксана, Одарка — «Запорожець за Дунаєм» С. Гулака-Артемовського.
- Галя, Наталка — «Утоплена», «Наталка Полтавка» М. Лисенка.
- Галя — «Назар Стодоля» К. Данькевича.
- Тетяна — «У неділю рано зілля копала» В. Кирейка.
- Анна, Любов Шевцова — «Украдене щастя», «Молода гвардія» Ю. Мейтуса.
- Мирослава — «Золотий обруч» Б. Лятошинського.
- Іоланта, Тетяна — «Іоланта», «Євгеній Онєгін» П. Чайковського.
- Земфіра — «Алеко» С. Рахманінова.
- Ельвіра, Леонора — «Ернані», «Трубадур» Дж. Верді.
- Марґарита — «Фауст» Ш. Ґуно).
- Єлизавета — « Танґейзер» Р. Ваґнера).
- Мімі — «Богема» Дж. Пуччіні.
- Мікаела — « Кармен» Ж. Бізе.

## Родина
Дружина народного артиста УРСР Олександра Врабеля.